# Tarenna joskei
Tarenna joskei är en måreväxtart som först beskrevs av John Horne och John Gilbert Baker, och fick sitt nu gällande namn av Albert Charles Smith och Steven P. Darwin. Tarenna joskei ingår i släktet Tarenna och familjen måreväxter. Inga underarter finns listade i Catalogue of Life.